# Todd Stephens
Todd Stephens (* 20. Jahrhundert in Sandusky, Ohio) ist ein US-amerikanischer Filmregisseur und Drehbuchautor.

## Leben
Todd Stephens wurde in Sandusky, Ohio, geboren, wo er auch aufwuchs. Er studierte an der Tisch School of the Arts in New York, wo er für die Kurzfilme Grandpa’s Twisted Hand und Thanksgiving von Michael Wolfson das Drehbuch schrieb. Auch für den Coming-of-Age-Film Edge of Seventeen von David Moreton, der im Juni 1998 beim New York Lesbian and Gay Film Festival seine Premiere feierte, schrieb er das Drehbuch.
Im Juni 2001 stellte Stephens beim New York Lesbian and Gay Film Festival sein Regiedebüt Gypsy 83 vor, ein Film, der den Mittelteil der „Sandusky“-Trilogie darstellt. Seine Geburtsstadt diente auch als Schauplatz seiner weiteren Filme. In Sandusky hatte der Regisseur sein Coming-out und verkehrte dort in der einzigen Schwulenbar der Stadt mit dem Namen „The Universal Fruit and Nut Company“. Der dort verkehrende Pat Pitsenbarger, dem er erstmals im Alter von 17 Jahren begegnete, war zu seiner Muse, aber auch ein Wegbereiter in der ganzen schwulen Community geworden. Pitsenbarger habe mit seiner Offenheit und einem gewissen Stolz in seinem Auftreten in seiner Heimatstadt den Weg für die Akzeptanz von Homosexualität in der Gesellschaft geebnet, und dies bereits in einer Zeit, in der Homosexualität noch weitgehend dämonisiert wurde, so Stephens. Er hatte immer einen Film über ihn machen wollen und drehte mit Swan Song den letzten Teil der „Sandusky“-Trilogie. Die Hauptrolle besetzte er mit Udo Kier.

## Filmografie
- 1990: Thanksgiving (Kurzfilm, Drehbuch)
- 1998: Edge of Seventeen (Drehbuch)
- 2001: Gypsy 83 (Regie und Drehbuch)
- 2006: Another Gay Movie (Regie und Drehbuch)
- 2008: Another Gay Sequel: Gays Gone Wild! (Regie und Drehbuch)
- 2021: Swan Song (Regie und Drehbuch)

## Auszeichnungen (Auswahl)
Haugesund
- 2021: Auszeichnung mit dem Kritikerpreis (Swan Song)[6]

Independent Spirit Award
- 2022: Nominierung für das Beste Drehbuch (Swan Song)[7]

Outfest Los Angeles
- 1998: Auszeichnung mit dem Grand Jury Award für das Beste Drehbuch (Edge of Seventeen)[3]

Seattle Queer Film Festival
- 2001: Auszeichnung mit dem Award for Excellence als Best New Director (Gypsy 83)